# Club Deportivo Santiagueño
El CD Santiagueño es un equipo de fútbol de El Salvador que juega en la Segunda División de El Salvador, la segunda liga de fútbol en importancia en el país.

## Historia
Fue fundado en el año 1917 en la ciudad de Santiago de María, del departamento de Usulután y el mayor logro en la historia del club fue ganar el título de la Primera División de El Salvador en la temporada 1979/80, luego de que en la fase final ganara 5 partidos de 6 jugados.
Tristemente el club descendió de categoría en la temporada 1982 y no han retornado al máximo torneo de El Salvador.
Luego de pasar varios años en el segundo nivel, cayeron a la Tercera División en la temporada 2000/01 y desde entonces son un equipo amateur que juega en el Tercer Nivel y en torneos municipales.

## Palmarés
| Competición nacional                  | Títulos | Subcampeonatos |
| ------------------------------------- | ------- | -------------- |
| Primera División de El Salvador (1/1) | 1979-80 | 1980-81        |

## Participación en competiciones internacionales

### Competiciones de la Concacaf
| Temporada | Torneo                           | Ronda            | Club         | Casa | Visita | Global |
| --------- | -------------------------------- | ---------------- | ------------ | ---- | ------ | ------ |
| 1980      | Copa de Campeones de la Concacaf | Cuartos de final | Broncos UNAH | 2-2  | 1-3    | 3-5    |
| 1981      | Copa de Campeones de la Concacaf | 1                | CD Marathon  | 1-1  | 0-4    | 1-5    |

### Competiciones de Centroamérica
| Temporada | Torneo                           | Ronda | Club             | Resultado |
| --------- | -------------------------------- | ----- | ---------------- | --------- |
| 1980      | Copa Fraternidad Centroamericana | 1     | CSD Municipal    | 2-1, 2-5  |
| 1981      | Copa Fraternidad Centroamericana | 1     | CD Suchitepéquez | 2-2, 2-3  |

## Entrenadores destacados
- Carlos Máscaro
- Juan Antonio Merlos
- Miguel Aguilar Obando (1996)
- Luis Alonso Santana
- Rafael Osorio (1980–1981)